# Фау-3

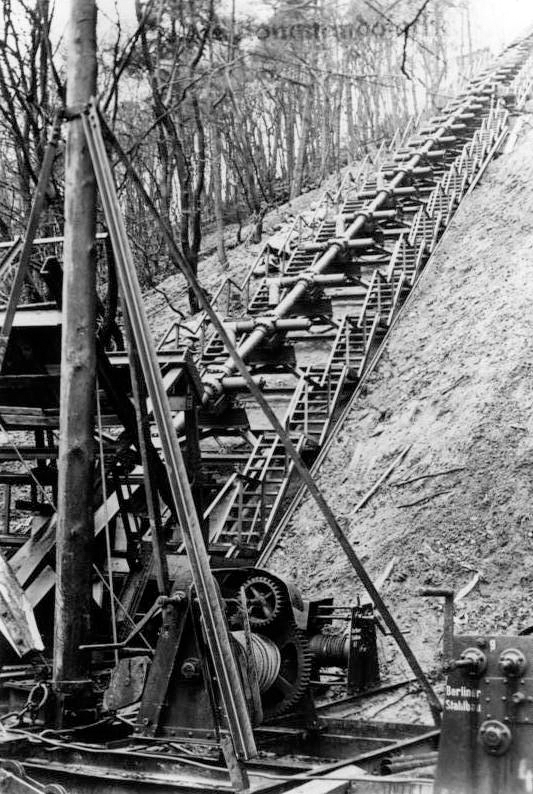
Прототип «Фау-3» предположительно на испытательном полигоне на острове Волин вблизи Мендзыздрое, 1942 год

Фау-3 — многокаморное артиллерийское орудие, известное также под кодовым именем «Насос высокого давления» (HDP) и названиями «Многоножка», «Приятель», «Трудолюбивая Лизхен», «Английская пушка», являвшееся одним из проектов тяжёлого «Оружия возмездия», работы по которому контролировались лично Гитлером. Модель многокаморной пушки калибром всего 20 мм была продемонстрирована Гитлеру в сентябре 1943 года, после чего он распорядился изготовить 50 полноразмерных многокаморных артиллерийских орудий HDP для обстрела Лондона.

## Технические данные
Орудие имело полную длину 124 м, калибр 150 мм, массу 76 тонн. Ствол орудия HDP состоял из 32 секций длиной 4,48 м; каждая секция имела две расположенные по ходу ствола и под углом к нему зарядные каморы (всего 60 боковых зарядных камор).
Конструктор пушки — главный инженер заводов фирмы «Рёхлинг» («Stahlwerke Röchling-Buderus Aktiengesellschaft») Август Коэндерс.
Орудие использовало стреловидный оперённый снаряд массой до 140 кг и длиной до 3250 мм. Заряд взрывчатого вещества в снаряде составлял около 25 кг. Расчётная дальность полёта стреловидного снаряда достигала 165 км.
Хотя дальность полёта снаряда «Многоножки» (это название было дано пушке за множество выдающихся по бокам ствола камор, напоминающих при взгляде сверху ножки) не превышала дальности стрельбы других немецких экспериментальных артиллерийских орудий (например с коническим стволом) из-за проблем со своевременным воспламенением вспомогательных зарядов, её скорострельность теоретически должна была быть гораздо выше и достигать одного выстрела в минуту, что позволило бы батарее таких орудий буквально засыпать Лондон снарядами.

## История создания

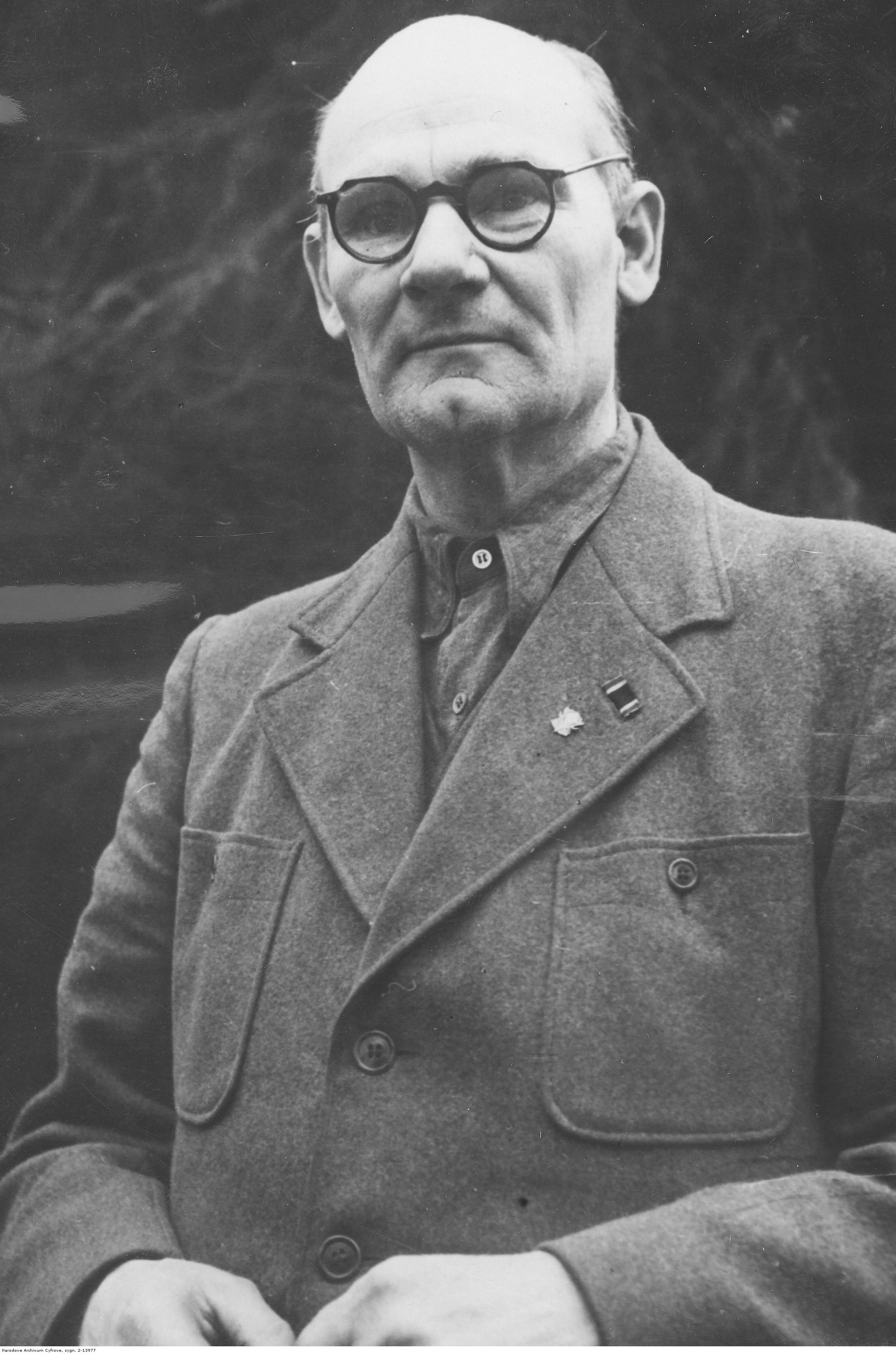
Август Коэндерс, конструктор «Фау-3»

Проект «Фау-3» был частично воплощён до разгрома нацистской Германии. В 1944 году этот проект наряду с проектом «Фау-2» курировал генерал Дорнбергер. В Мимойеке в нескольких километрах от побережья Ла-Манша и всего в 165 км от Лондона была подготовлена позиция для пяти орудий HDP. Был выполнен громадный объём строительных работ; на строительстве и проходке штолен постоянно трудилось не менее 5000 человек — заключённых концентрационных лагерей и привлечённых к работам местных жителей. В связи с большим объёмом строительства союзной разведке стало известно о возведении сооружений.
Орудия HDP были размещены в каменных штольнях, практически недоступных для обычных снарядов и бомб. Поэтому для их разрушения союзники применили специальные бомбы «Толлбой» (англ. Tallboy), действовавшие по принципу «искусственного землетрясения». 6 июля 1944 года был нанесён удар силами 617-й бомбардировочной эскадрильи ВВС Великобритании. Батарея была полностью выведена из строя.
После разрушения подземных позиций HDP немецкие конструкторы разработали упрощённые многокамерные орудия под обозначением LRK 15F58. Длина укороченных орудий, имевших 24 боковые зарядные каморы, составляла 50 м, масса составляла 28 тонн, калибр не изменился и остался равным 150 мм.
Упрощённое орудие стреляло стреловидным снарядом массой 97 кг, дальность стрельбы достигала 50 км. Орудия LRK 15F58 успели принять участие в боевых действиях, обстреливая Люксембург с расстояния 42,5 км.
В конце Второй мировой войны одно из орудий было захвачено союзниками и вывезено для изучения в США.